# توماس بارلو
توماس بارلو هو سياسي أمريكي، ولد في 14 مارس 1805، وتوفي في 18 سبتمبر 1896. نشط حزبياً في الحزب الديمقراطي. وقد انتخب عضو مجلس ولاية نيويورك ‏.